# Darien (Illinois)
Darien è una città statunitense localizzata nella contea di DuPage, in Illinois. Stando al censimento del 2010, conta 20.086 abitanti.
Di fatto, Darien può essere considerata come un sobborgo di Chicago.
Il motto della città è A nice place to live (trad. it. Un bel posto dove vivere), che è anche il motto della cittadina immaginaria Hill Valley, dove si svolgono le vicende della serie cinematografica di Ritorno al futuro.

## Geografia fisica
Darien si estende su una superficie di 15,9 km², dei quali 0,2 km² sono composti da acqua.
La città è circondata da altri centri abitati (Downers Grove,  Westmont, Woodridge e Willowbrook) e ha un facile accesso a tre importanti arterie stradali che la collegano con la parte sudovest di Chicago: la Interstate 55, la Interstate 355 e la Interstate 294.

## Società

### Evoluzione demografica
Degli oltre 20.000 abitanti, il 90,10% è di origine caucasica, lo 0,11% è composto da Nativi Americani, il 9,53% da asiatici.
Il 23,1% degli abitanti di Darien ha meno di 18 anni, il 6,5% ne ha dai 18 ai 24, il 28,1% dai 25 ai 44, il 30,0% dai 45 ai 64, e il 12,3% ne ha oltre 65: la media di età complessiva e quindi di 41 anni.

## Storia
Tra le prime famiglie a insediarsi qui nel 1835 ci fu quella di Thomas Andrus, proveniente dal New England. Andrus lavorò a Darien come giudice di pace e assessore, e fece costruire anche l'"Andrus Inn", una struttura polifunzionale che comprendeva tra le altre cose una taverna e un ufficio postale.
Andrus e padre Beggs costruirono anche la prima chiesa della città, utilizzata all'epoca anche come scuola. Nel 1870 però, grazie alla donazione fatta da Elisha Smart, arricchitosi durante la corsa all'oro in California, la città si dotò di una nuova e più grande chiesa. La prima chiesa luterana venne invece edificata nel 1859 da un gruppo di immigrati tedeschi.
Nel 1881, Franklin Blanchard aprì la prima importante fabbrica di Darien, che produceva formaggio. Il terreno su cui sorgeva la storica fabbrica è oggi occupato da un ristorante della catena McDonald's.
Martin Madden, un immigrato irlandese che arrivò in città verso la fine del XIX secolo, divenne prima un membro del consiglio della città di Chicago e in seguito fu eletto al Congresso degli Stati Uniti. Nel 1903, Madden fece erigere una dimora del tutto simile alla Casa Bianca di Washington, che battezzò Castle Eden. Oggi Castle Eden è parte di un complesso per anziani gestito dai padri Carmelitani.